# Affaire Gérard Lebourg
L'affaire Gérard Lebourg est une affaire criminelle débutant en août 1988 avec la disparition de Delphine Boulay, 10 ans, alors qu'elle était dans un camp de scouts du Calvados. Ce n'est que le 6 septembre 1988 que son corps est retrouvé à une vingtaine de kilomètres du camp de scouts par un chercheur de champignons. Environ deux ans plus tard, un suspect se dégage de l'enquête, Gérard Lebourg, âgé de 29 ans au moment des faits, qui est placé en garde à vue jusqu'à ce qu'il fasse des aveux complets. Il est condamné le 20 mai 1992 à la réclusion criminelle à perpétuité pour l'enlèvement, le viol et l'assassinat de Delphine Boulay. Gérard Lebourg est mort en prison à 44 ans.

## Biographies

### La victime
Delphine et sa famille vivaient en région parisienne, lorsque ses parents, deux informaticiens, Alain Boulay et Marie-Josée Boulay, l'envoient, ainsi que son grand frère, dans un campement de scouts en Normandie. Elle y partage sa tente avec son amie Marlène ; elles sont les seules filles du camp.
C'est de ce campement, à Villerville, en août 1988, que Delphine Boulay, âgée de 10 ans, disparaît ; elle sera retrouvée, à plus de 25 km de son point de départ, après environ deux semaines intensives de recherches, par un promeneur, dans les Bois des Houx, à Saint-Pierre-du-Val, le corps à moitié carbonisé.
Delphine était considérée par sa famille comme une petite fille débrouillarde, capable de survivre en forêt. Toutefois, timide et réservée, il était impensable pour sa famille qu'elle ait fugué.
Deux ans plus tard, on découvre dans l'appartement du suspect, Gérard Lebourg des indices qui prouveront que Delphine Boulay aurait également été violée avant d'être brûlée.

### Le suspect
Gérard Lebourg, né en 1961 à Honfleur, est aide cuisinier pour Rémy Boivent. Il est décédé le 21 avril 2005 au centre de détention de Caen.

## Faits
Delphine disparaît à l’été 1988. Le jour de sa disparition, sa famille et la police croient qu'il s'agit d'une fugue. Ses parents, vivant à Issy-les-Moulineaux dans les Hauts-de-Seine, partent pour la Normandie dès l'annonce de la disparition de Delphine. Plus de 300 bénévoles ainsi que gendarmes et pompiers se sont déployés à sa recherche. Le père de la jeune fille, Alain Boulay, participe aux recherches et décide de sillonner les petites routes en criant le nom de sa fille. Dans les rues, des affiches sont collées aux vitres des magasins. Un hélicoptère est réquisitionné. 
Près de deux semaines après la disparition de la petite fille, son corps est retrouvé partiellement carbonisé dans une forêt proche de Berville-sur-Mer, dans l'Eure, par un promeneur. Cette découverte choque toute la région.

## Enquête judiciaire
Le 6 septembre 1988, un corps sans vie est retrouvé à une vingtaine de kilomètres de Villerville, ville où était situé le camp de scouts dans lequel séjournait la jeune fille. Grâce à une dent de lait fournie par les parents, le corps est identifié comme étant celui de Delphine Boulay. Les enquêteurs se tournent en premier vers l'aumônier, les chefs scouts et le directeur du camp, mais tous vont très rapidement être blanchis. 
Les gendarmes de la section de recherches de Caen repartent de zéro et auditionnent près de 3 500 personnes dans toute la France, contrôlent des milliers de voitures et placent une dizaine de suspects en garde à vue.
Le 12 septembre 1990, soit deux ans après le début de l'enquête, un appel téléphonique provenant d'un ancien adjudant de l'armée vient bouleverser l'enquête. Celui-ci, Rémy Boivent, reconverti dans la restauration, affirme avoir été surpris en découvrant que l'un de ses employés cachait, dans un appartement mis à sa disposition, des lettres et coupures de journaux concernant le drame ; cet homme, Gérard Lebourg, travaillait en tant que plongeur dans le restaurant de Rémy Boivent.
Alertés par cet appel, les gendarmes interpellent Gérard Lebourg et le placent en garde à vue.
Le mercredi 23 janvier 1991, une reconstitution est organisée avec la participation de Gérard Lebourg, inculpé depuis septembre 1990 pour le meurtre.

## Procédure judiciaire
Le 18 mai 1992 s'ouvre le procès de Gérard Lebourg devant la Cour d'Assises du Calvados. Durant le procès, l'accusé, représenté par son avocat Me Michel Scelles, plaide non-coupable. À la fin des trois jours d'audience, l'avocat général Éric Enquebecq ainsi que Me Michel Moutet, représentant la famille de la victime et l'association « Enfance et Partage », parties civiles, requièrent la peine maximale autorisée par le code pénal, c'est-à-dire la réclusion criminelle à perpétuité, assortie d'une période de sûreté de trente ans. À la fin de l'audience, le jury, composé de neuf hommes, choisit de suivre les réquisitions, et condamne Gérard Lebourg à la réclusion criminelle à perpétuité, assortie d'une période de sûreté de trente ans. Cette peine « exceptionnelle » n'avait été jusqu'alors été prononcée qu'à six reprises, dont une annulée par la Cour de cassation.
Tout au long du procès, l'avocat général fit preuve d'une grande empathie vis-à-vis des parents de Delphine Boulay, déclarant même « Je veux leur dire qu'en tant qu'homme, je vis à leurs côtés. Depuis des semaines, je vis leur calvaire. Delphine, j'ai l'impression de l'avoir connue ». Il a ajouté, tout en se tournant vers les jurés « On peut avoir le choix entre la vengeance et la pitié, ne cédez pas à la tentation de la pitié, il n'en a pas eu pour Delphine ni pour sa famille ». La famille Boulay avait donc, lors de ce procès, un soutien de taille, l'État, représenté par l'avocat général.
À la suite de cette affaire, Alain Boulay crée l'A.P.E.V., une association qui accompagne les parents d'enfants disparus ou assassinés. Elle regroupe plus de 250 familles et a fait progresser la façon dont ces enquêtes sont menées.

## Articles de presse
- « L'assassin de Delphine a avoué son crime » Article de Jacques Cordy publié le 15 septembre 1990 dans Le Soir.
- « L'horreur au bout du chemin » Article de Bernard Duraud publié le 18 mai 1992 dans L'Humanité.
- « Aux assises du Calvados Gérard Lebourg, la destinée d'un pédophile » Article publié le 20 mai 1992 dans Le Monde.

### Télévision
- Affaire Delphine Boulay, terreur au camp scout, diffusé le 5 avril 2025 dans Au bout de l'enquête, la fin du crime parfait ? sur France 2.

### Radio et podcast
- L'affaire Delphine Boulay : à la mémoire de la petite fille du Bois des Houx, dans l'émission L'Heure du crime, épisode diffusé le 17 avril 2019 sur RTL.